# ارماند وی. فگنباوم
ارماند وی. فگنباوم (انگلیسی: Armand V. Feigenbaum; ۶ آوریل ۱۹۲۰ – ۱۳ نوامبر ۲۰۱۴) مهندس، کنترل کیفیت، اقتصاددان، تاجر، و کارشناس آمار اهل ایالات متحده آمریکا بود.
وی همچنین برندهٔ جوایزی همچون مدال ملی فناوری و نوآوری شده‌است.